# زوجات ستيبفورد (رواية)
زوجات ستيبفورد، هي رواية هزلية من تأليف إيرا ليفين. تحكي الرواية قصة جوانا آبيرهارت، وهي مصورة فوتوغرافية موهوبة وزوجة وأم شابة، تشك أن ربات المنازل المطيعات والخاضعات لأزواجهم، في الحي المثالي الجديد الذي تسكنه في ولاية كونيتيكت، ربما يكن روبوتات صنعها أزواجهن.
تم تحويل الرواية إلى فيلمين يحملان نفس اسم الرواية: نسخة عام 1975 ونسخة أخرى عام 2004. أنتج إيدجار شيريك (بالإنجليزية: Edgar J. Scherick) نسخة عام 1975 بالإضافة إلى الثلاث تتمات التلفزيونية التي تبعت الفيلم. كما أن إنتاج نسخة عام 2004 كان يُنسب له قبل وفاته.
في رسالته، في 27 مارس 2007, إلى صحيفة نيويورك تايمز، قال ليفين أن بلدة ستيبفورد في الرواية مستوحاة من مدينة ويلتون، كونيتيكت. وهي البلدة التي نشأ فيها ليفين في الستينات. قال ليفين أن بلدة ويلتون تبعد «خطوة step» (25 كيلومتر) عن ستامفورد Stamford, وهي مدينة كبرى في كونيتيكت.

## القصة
تبدأ القصة مع رجال بلدة ستيبفورد، وزوجاتهم الودودات والخاضعات ورائعات الجمال. تصل بطلة القصة، المصورة الفوتوغرافية جوانا آبيرهارت، إلى البلدة برفقة زوجها وأولادها وحماسها لبدء حياة جديدة. مع مرور الوقت، يزداد انزعاجها شيئا فشيئا من تصرفات زوجات ستيبفورد الخاضعات اللواتي يفتقدن الإرادة الحرة. ومما يزيد شكوكها، رؤية صديقاتها، التي عرفتهن أنهن صاحبات تفكير مستقل وقوي، يتحولن إلى ربات بيوت غافلات ومنقادات. أما زوجها الذي كان يمضي وقته في اجتماعات الجمعية المحلية لرجال ستيبفورد، فكان يسخر من شكوكها هذه.
مع تقدم القصة، تقتنع جوانا أكثر فأكثر أن زوجات ستيبفورد يتعرضن لتسميم أو لغسيل دماغ، لإخضاعهن لأزواجهم من قِبل الجمعية المحلية. تزور جوانا المكتبة المحلية للتعرف أكثر على تاريخ البلدة، فتكتشف أن نساء ستيبفورد كانوا في السابق ناشطات نسويات ونساء أعمال ناجحات. وتكتشف كذلك أن قائد جمعية رجال ستيبفورد المحلية كان في سابق مهندسا في ديزني وأن الأعضاء الآخرين هم فنانون وعلماء، قادرون على صنع روبوتات نابضة بالحياة.
كما تساعدها في البحث والتحقيق صديقتها بوبي، التي قامت بالتواصل مع وكالة حماية البيئة الأمريكية للاستعلام عن خطر وجود أي سموم في بلدة ستيبفورد. بالرغم من ذلك، تتحول بوبي في النهاية إلى ربة منزل سهلة الانقياد وخاضعة وتفقد اهتمامها بالتحقيقات التي كانت تجريها مع جوانا.
في نهاية الرواية، تقرر جوانا الهروب من ستيبفورد، لكنها تكتشف أن أولادها قد اختطفوا عند وصولها إلى المنزل. تطلب جوانا من زوجها المغادرة، لكنه يمنعها بأخذه لمفاتيح سيارتها. تتمكن جوانا من الهروب من المنزل على الأقدام، لكن يقوم عدة رجال من جمعية رجال ستيبفورد بملاحقتها. ينجح الرجال بمحاصرتها داخل غابة قريبة، وتتهمهم عندها بتحويل نساء البلدة إلى روبوتات. ينفي الرجال الاتهام ويسألونها ما إذا كانت ستصدقهم لو رأت بعينيها إحدى النساء من البلدة وهي تنزف. توافق جوانا على الاقتراح فيأخذونها إلى منزل بوبي. فيجدون زوج بوبي وابنها في الطابق العلوي، حيث تسمع موسيقى روك صاخبة تملأ المنزل وكأنهم يحاولون تغطية أصوات صرخات أحد ما. ينتهي المشهد برفع بوبي سكينا في وجه صديقتها السابقة، جوانا.
في خاتمة القصة، تصبح جوانا زوجة أخرى من زوجات ستيبفورد، تتنقل لشراء حاجياتها في محلات البلدة، بعد أن تخلت عن مهنتها كمصورة، ويبدو أن روثان (المقيمة الجديدة في ستيبفورد) على وشك أن تصبح ضحية جديدة لرجال ستيبفورد.

## الأفلام المقتبسة
في عام 1975, تُرجمت الرواية إلى فيلم خيال علمي مقتبس عن القصة بنفس الاسم من إنتاج بريان فوربس وسيناريو وليام غولدمان ومن بطولة كاثرين روس وباولا برنتيس وبيتر ماسترسون وتينا لويز. في حين أن تركيز النص انصب أكثر على صراع النوع الاجتماعي وعقم حياة الضواحي السكنية، بالتالي فإن عناصر الخيال العلمي في الفيلم كانت خفيفة، إلا أن النص وضّح، أكثر من الكتاب، أن النساء كان يتم استبدالهن بنوع من أنواع الروبوتات. كانت معالجة غولدمان للكتاب مختلفة عن معالجة فوربس، الذي تصوّر نساء البلدة كفتيات بلاي بوي مثاليات. لكنه تراجع عن هذا التصور عندما تم اختيار زوجة فوربس، الممثلة نانيت نيومان، لتلعب دور إحدى نساء البلدة.
في عام 1980, أُنتجت تتمة تليفزيونية للفيلم تحت عنوان " Revenge of the Stepford Wives". وبدلا من أن يتم استبدال النساء بروبوتات فيه، كان يتم إعطاء النساء حبوبا تبقيهن منومات إيحائيا، وذلك بعد خضوعهن لعملية غسيل دماغ. في نهاية الفيلم، تتحرر النساء من التنويم وتقوم مجموعة منهن بقتل العقل المدبر لكل تلك العلميات.
في عام 1987, تم إنتاج تتمة تلفزيونية أخرى بعنوان " The Stepford Children".
أما في نسخة 1996, فقد تم إعادة إنتاج الفيلم إلى فيلم تلفزيوني تحت عنوان " The Stepford Husbands" تكون فيه الأدوار معكوسة، حيث يتم غسل دماغ رجال البلدة من قبل مديرة عيادة صحية، حتى يصبحوا أزواجا مثاليين.
تم إنتاج فيلم آخر عام 2004, مُقتبسا من نفس الرواية تحت نقس العنوان «زوجات ستيبفورد». من إنتاج فرانك أوز كما شاركت فيه نيكول كيدمان وبيت ميدلر وماثيو برودريك وكريستوفر واكن وروجر بارت وفيث هيل وغلين كلوز وجون لوفيتز. كان الهدف أن يكون الفيلم أكثر كوميدية من نسخه السابقة. في النص الجديد الذي كتبه بول رودنيك (بالإنجليزية: Paul Rudnick) تتحول النساء إلى روبوت سايبروغ يتم التحكم به بدقة، بدلا من قتلهن واستبدالهن بروبوتات. تنقلب الحبكة بشكل كبير في النهاية، عندما نكتشف أن العقل المدبر لكل الظلم الذي يُرتكب ضد النساء هي امرأة أخرى (جلين كلوز) مع شريكها، وهو رجل من سكان لبلدة لمثليي الجنس، قامت بغسل دماغه وتحويله إلى سايبورغ بنفس الطريقة. على عكس الرواية الأصلية ومعظم الأفلام المقتبسة من الرواية، فإن مرتكبي مؤامرة غسل الدماغ وتحويل النساء لا يموتون ولا ينجون من العقوبة؛ حيث إن النساء يتم تحريرهن من السيطرة ويقمن بإخضاع الرجال لنفس العذاب الذي تعرضن له كعقاب وكتعويض لهن.

## في اللغة
أصبح استخدام مصطلح «زوجة ستيبفورد» أو " Stepford wife" شائعا في اللغة الإنجليزية بعد أن نشر ليفين كتابة «زوجات ستيبفورد». يُستخدم المصطلح بشكل ازدرائي لوصف النساء المنقادات لآراء أزواجهن بشكل أعمى والخاضعات للأدوار الجندرية القديمة في الحياة الزوجية.